# Trophée des Clubs Champions des Antilles-Guyane
Il Trophée des Clubs Champions des Antilles-Guyane (it: Trofeo dei club campioni delle Antille e della Guyana) è una competizione calcistica francese a cui partecipano le squadre di club della Guadalupa, della Guyana francese e della Martinica. La manifestazione è nota anche col nome di Tournoi Mutuelle Mare Gaillard.

## Storia
La competizione è stata creata nel 2009 dalla FFF per rafforzare il legame tra le federazioni dei tre dipartimenti americani d'oltremare (DFA - Département français d'Amérique) poiché a seguito dell'abolizione della Coppa DOM (2003) e della Coppa dei Club Campioni d'oltremare (2007) le squadre delle rispettive federazioni non avevano più occasione di incontrarsi.

## Formato
Alla manifestazione partecipano 4 squadre: i campioni nazionali della Guadalupa, della Guyana francese e della Martinica più la seconda classificata del campionato del paese che organizza l'evento.
Il formato prevede semifinali e finale in gara unica con eliminazione diretta, si disputa anche la finale per il terzo e il quarto posto.

## Albo d'oro
| Anno            | Paese organizzatore       | Campione              | Risultato finale | Vice campione | Note  |
| --------------- | ------------------------- | --------------------- | ---------------- | ------------- | ----- |
| 2009 (Dettagli) | Guyana francese           | CS Moulien            | 2 - 1            | ASC Le Geldar | [ 1 ] |
| 2010 (Dettagli) | Guadalupa                 | Racing Rivière-Pilote | 1 - 0            | ASC Le Geldar | [ 2 ] |
| 2011 (Dettagli) | Martinica                 | Club Colonial         | 2 - 0            | CS Moulien    | [ 3 ] |
| 2012 (Dettagli) | Guyana francese           | Racing Rivière-Pilote | 1 - 0            | ASC Le Geldar | [ 4 ] |
| 2013 (Dettagli) | non conosciuta (bandiera) |                       |                  |               |       |

## Vittorie

### Per club
| Paese                 | Vittorie | Secondi posti |
| --------------------- | -------- | ------------- |
| Racing Rivière-Pilote | 2        | -             |
| CS Moulien            | 1        | 1             |
| Club Colonial         | 1        | -             |
| ASC Le Geldar         | -        | 3             |

### Per paese
| Paese           | Vittorie | Secondi posti |
| --------------- | -------- | ------------- |
| Martinica       | 3        | -             |
| Guadalupa       | 1        | 1             |
| Guyana francese | -        | 3             |